# Karosa Axer
De Karosa Axer of Irisbus Axer is een bustype voor interstedelijk vervoer, geproduceerd tot 1999 door de Tsjechische busfabrikant Karosa en van 1999 tot 2007 door de Italiaanse busfabrikant Irisbus en Karosa. In 2007 is de bus vervangen door de Irisbus Crossway. De bus is een kruising tussen een Renault Ares en een Karosa Recreo.

## Inzet
Dit bustype komt voor in verschillende landen, waaronder Frankrijk, Nederland en Tsjechië.
| Land      | Bedrijf            | Type         | Aantal                                 | Series    | Inzet                          | Opmerking |
| --------- | ------------------ | ------------ | -------------------------------------- | --------- | ------------------------------ | --------- |
| Italië    | Start Romagna      | Irisbus Axer | 20684                                  | 1         | Forlì-Cesena                   |           |
| Luxemburg | A.S. Tours         | Irisbus Axer | HM9574                                 | 1         | Luxemburg                      |           |
| Luxemburg | Autocars Horsmans  | Irisbus Axer | PK7222                                 | 1         | Luxemburg                      |           |
| Luxemburg | Autocars Schneider | Irisbus Axer | SK5268                                 | 1         | Luxemburg                      |           |
| Luxemburg | Voyages Schiltz    | Irisbus Axer | BJ9444, MU8441, MU8442, MU8443, MU8444 | 5         | Luxemburg                      |           |
| Nederland | Dalstra Reizen     | Irisbus Axer | 1                                      | 84        | Tourvervoer/versterkingsritten |           |
| Nederland | Geldersch Reizen   | Irisbus Axer | 1                                      | 21        | Tourvervoer/versterkingsritten |           |
| Nederland | Taxi Dorenbos      | Irisbus Axer | 3                                      | 801 - 803 | Tourvervoer/versterkingsritten |           |